# Оксфордські провізії
Оксфордські провізії (англ. Provisions of Oxford) — постанови, прийняті радою магнатів (Великою радою) Англії у червні 1258 року в Оксфорді. 

## Значення
Згідно з Оксфордськими провізями самодержавна влада короля різко обмежувалася на користь крупних феодалів. У країні був встановлений режим баронської олігархії; влада фактично передавалася раді з 15 баронів, які повністю контролювали короля, призначали і зміщували вищих посадових осіб. 3 рази на рік, для обговорення найважливіших державних справ, повинен був збиратися так званий парламент, що складався з 27 найбільших баронів. 

## Історія
Король Генріх III під тиском опозиції, очоленій баронами, вимушений був санкціонувати у жовтні 1258 року Оксфордські провізії, але вже в квітні 1261 отримав у папи Римського звільнення від клятви дотримувати їх. Вирок третейського суду в особі французького короля Людовика IX Святого у січні 1264 року вирішив справу на користь скасування Оксфордських провізій. У громадянській війні між королем і опозицією, що почалася 1263 року, барони не змогли добитися відновлення провізій, оскільки вони не були підтримані блоком лицарства і містян, що зіграло вирішальну роль в боротьбі з королем. У ході війни, 1265 року,  було скликано перший англійський парламент. 
У 1259 році були замінені Вестмінстерськими провізіями, які відповідали інтересам лицарів, міщан та верхівки селян.